# ريتشارد كارامانليس
ريتشارد كارامانليس (بالفرنسية: Richard Caramanolis)‏ مواليد 1958، هو ملاكم محترف فرنسي سابق صنّف ضمن فئة وزن خفيف الثقيل.

## إحصائيات
خاض خلال مسيرته 45 نزالا، فاز في 39 وتعادل في 2 وخسر في 4. فاز بالضربة القاضية في 27 نزالا.

## روابط خارجية
- ريتشارد كارامانليس على موقع بوكس ريك (الإنجليزية) (registration required)